# Woman Picking Up Child
Woman Picking Up Child (em tradução livre, Mulher pegando criança) é um filme mudo estadunidense em curta-metragem realizado em 1887, parte do estudo do inventor e fotógrafo britânico Eadweard Muybridge à respeito do movimento dos seres.
Foi realizado na Universidade da Pensilvânia, onde Muybridge trabalhou durante quatro anos, entre 1883 e 1886, estudando a locomoção humana e animal.
Não se trata de um filme como entendemos hoje, mas de uma sequência de fotografias de apenas alguns segundos, dispostas de forma a criar a impressão de movimento.

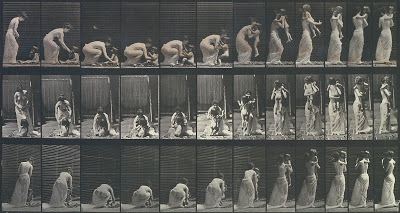
Sequencia de fotos de Woman Picking Up Child

## Sinopse
Esta série de fotografias retrata dois modelos nus: uma mulher e uma criança pequena, enquanto a mulher pega a criança. O autor alegava que a ausência de roupas e outros adornos tornava a locomoção humana mais fácil de ser estudada.